# Aššur-nádin-achché I.
Aššur-nádin-achché I. (akkadsky „Aššur dal bratry“) – byl asyrský král, vládce Aššúru mezi roky 1452–1432 př. n. l. Byl to syn předchozího krále Aššur-rabiho I. a současník egyptského faraóna Thutmose III. Od toho obdržel jako dar 20 hřiven (asi 606 kg) zlata, patrně jako odměnu Asyřanům za posílání darů Thutmosovi po 23 let jeho panování. Na počátku Aššur-nádin-achchého vlády se Asýrie dostává pod mocenský vliv Mitanské říše.
Po 15–20 letech u moci byl svržen svým bratrem Enlil-násirem II.